# Les Loges (Calvados)
Les Loges település Franciaországban, Calvados megyében. Lakosainak száma 141 fő (2022. január 1.). Les Loges Souleuvre-en-Bocage és Val de Drôme községekkel határos.

## Népesség
A település népessége az elmúlt években az alábbi módon változott:
| Lakosok száma | 165  | 128  | 110  | 133  | 117  | 116  | 132  | 142  | 144  | 141  |
|               | 1968 | 1982 | 1990 | 2006 | 2013 | 2015 | 2017 | 2019 | 2020 | 2022 |